# Gaza Strip Premier League
Die Gaza Strip Premier League ist eine der zwei höchsten Ligen des palästinensischen Fußballverbands. Die andere Liga ist die West Bank Premier League. Die erste Austragung des Wettbewerbs fand im Jahr 1984 statt.

## Geschichte
Aus der Zeit der Erstaustragung und den Jahren danach gibt es fast keine Aufzeichnungen, lediglich die Meister sind vereinzelt noch bekannt. In den späten 1980er Jahren war, so wie es scheint, Khadamt Al-Shatea recht dominant. Bis zum Ende der Besatzungszeit im Jahr 2005 wurde zudem noch Khadamat Rafah in den 1990er Jahren zweimal nachweislich Meister. Während des Fatah-Hamas-Konflikt konnte nur eine Spielrunde ausgetragen werden, welche sich von Ende Juli 2005 mit Anfang der Saison bis zum 31. Mai 2007 mit den Play-offs um die Meisterschaft erstrecken sollte. Aufgrund der Situation in der Region fand bis zur Saison 2010/11 erst einmal gar kein Spielbetrieb mehr statt. Seit der Saison 2010/11 sind, bis auf die Folgespielzeit alle Ergebnisse und Meister bekannt. Hier wechseln sich die Meister relativ häufig ab. Als Rekordmeister gilt derzeit nach sechs bekannten Titeln der Klub Khadamat Rafah.

## Modus
Mindestens seit der Saison 2012/13 spielen zwölf Mannschaften die Meisterschaft aus, dabei spielt in einer Hin- sowie einer Rückrunde jeweils zweimal gegen jede andere Mannschaft und am Ende bekommt der Klub auf dem ersten Platz den Meistertitel, die zwei letzten Mannschaften steigen in die zweitklassige Gaza Strip First League ab. Der Meister nimmt zudem auch noch am Gaza Strip Super Cup teil.

## Bisherige Meister
Folgende Meister sind soweit bekannt:
- 1984/85: al-Ahli Gaza
- 1985/86: Khadamat al-Shatee
- 1986/87: Khadamat al-Shatee
- 1987–1995: unbekannt
- 1995/96: Khadamat Rafah
- 1996/97: unbekannt
- 1997/98: Khadamat Rafah
- 1998–2005: unbekannt
- 2005–07: Khadamat Rafah
- 2007–2010: keine Austragung
- 2010/11: Shabab Khanyunis SC
- 2011/12: unbekannt
- 2012/13: Shabab Rafah
- 2013/14: Shabab Rafah
- 2014/15: al-Ittihad Shuja’iyya
- 2015/16: Khadamat Rafah
- 2016/17: al-Sadaqah SC
- 2017/18: Shabab Khanyunis SC
- 2018/19: Khadamat Rafah
- 2019/20: Khadamat Rafah
- 2020/21: Shabab Rafah
- 2021/22: Shabab Rafah
- 2022/23: Khadamat Rafah
- 2023/24: Abbruch